# Mamadou Alimou Diallo
Mamadou Alimou Diallo (Conakry, 2 dicembre 1984) è un calciatore guineano, di ruolo difensore.

## Carriera

### Club
Ha giocato nel campionato guineano, belga e turco.

### Nazionale
Ha esordito in Nazionale nel 2004.